# Santi Cosma e Damiano, Italia
Santi Cosma e Damiano este o comună din provincia Latina, regiunea Lazio, Italia, cu o populație de 6.885 locuitori (1 ianuarie 2023) și o suprafață de 31,61 km².

## Demografie
Santi Cosma e Damiano - evoluția demografică

|  | Graficele sunt indisponibile din cauza unor probleme tehnice. Mai multe informații se găsesc la Phabricator și la wiki-ul MediaWiki. |

Date: Recensăminte sau birourile de statistică - grafică realizată de Wikipedia